# Липемија мрежњаче
Липемија мрежњаче је ретка манифестација хипертриглицеридемије која се манифестује абнормалним изгледом  артерија и вена мрежњаче, а повремено и целог очног дна (фундуса). Узрокована је хипертриглицеридемијом са нивоима триглицерида у серуму  већим од 1.000 мг/дл. Идентификовано је више гена одговорних за метаболизам триглицерида који узрокују да нивои триглицерида у серуму доведу до абнормалности васкулатуре мрежњаче. 

## Епидемиологија
На основу Националне анкете о здрављу и исхрани спроведене у САД  2001. и 2006. године, процењено је да приближно 1,7% укупне популације САД, или 3,4 милиона Американаца, има тешку хипертриглицеридемију (500 до 2000 мг/дл). Појединци са тешком хипертриглицеридемијом углавном су били мушкарци (75,3%), белци који нису латиноамериканци (70,1%)  старости 40-59 година (58,5%). Дијабетес и хипертензија су били повезани у 14% и 31,3% случајева респективно.

## Етиологија
ЛМ је обично повезана са високим нивоима триглицерида код хиперлипопротеинемија типова 1, 3, 4 и 5 са различитим основним узроцима,  а микрониз хромозома и секвенцирање липидног гена може показати хомозиготну мутацију гена за липопротеин липазу. Међутим, корелације генотип-фенотип нису утврђене, јер не постоји утврђена повезаност између природе или локације мутације, старости у тренутку постављања дијагнозе, нивоа липида и тежине симптома.

### Фактори ризика
Код ЛМ очни налаз је повезан са повишеним нивоима триглицерида у плазми. Служи као витални клинички знак хипертриглицеридемије јер акутна повишења триглицерида у почетку могу бити асимптоматска, одлажући лечење потенцијално смртоносног метаболичког поремећаја јер повишења ове величине могу довести до кардиоваскуларних последица укључујући срчани или мождани удар.

## Општа патологија
Очни налази су резултат расејања светлости изазваног хиломикронима оптерећеним триглицеридима у плазми.  Хиперлипидемија без пратеће хипертриглицеридемије не представља ову клиничку слику.

## Патофизиологија
Рани знаци липемије ретиналис јављају се у периферном делу мрежњаче, а како се нивои триглицерида повећавају, они се шире на задњи пол, па тако:
*на нивоима триглицерида од 2.500–3.499 мг/дЛ, периферни крвни судови изгледају кремасто и танко; 
*на нивоима од 3.500–5.000 мг/дЛ, судови у задњем полу попримају кремасту боју; * на нивоима који прелазе 5.000 мг/дЛ, фундус постаје боје лососа, са кремастим артеријама и венама које се могу разликовати само по калибру.
Клинички изглед се у складу са овим нивоима оцењује као рани, умерен или изражен (фазе 1 до 3).

## Дијагноза
ЛМ се дијагностикује на основу историје болести њеног клиничког изгледа на дилатираном фундоскопском прегледу и коегзистентне хипертриглицеридемије.
Историја болести
Код болесника са ЛМ може постојати породична историја абнормалности липида. Хипертриглицеридемија се јавља као примарни породични поремећај или као секундарна последица других болести. Породични поремећаји укључују недостатак АпоЦ-ИИ, ендогеног циркулишућег ЛПЛ инхибитора и недостатака ЛПЛ. 
Физички преглед
Физички преглед пацијента са ЛМ укључује виталне знаке, кардиоваскуларни преглед, интегументарни преглед и проширену фундоскопију. 
Витални знаци треба да се фокусирају на атеросклеротске промене. 
Кардиоваскуларни преглед треба да обухвати срчане звукове, каротидне или бубрежне трункусе и периферне пулсеве. 
Прегледом коже треба тражити еруптивне ксантоме. 
Очни преглед може открити аркус мрежњаче, а дилатирани фундоскопски преглед је неопходан за дијагнозу и стадијум ЛМ.
Знаци ЛМ укључују промене на периферним  крвним  судовима који изгледају кремасто и танко; касније у болести, крвни судови у задњем полу попримају кремасту боју; а у најнапреднијој фази очно дно постаје боје лососа, са кремастим артеријама и венама.

## Клиничка слика
Липемија мрежњаче (ЛМ) је асимптоматска болест ока која генерално не утиче на оштрину вида осим ако није повезана са васкуларном оклузијом и/или исхемијом мрежњаче. Дијагноза ЛМ поставља се на основу офталмоскопског прегледа који показује појаву ружичастих до млечно белих  вена и артерија мрежњаче. Хронична хипертриглицеридемија може изазвати пацијенте да се жале на понављајући бол у стомаку у условима рекурентног или акутног панкреатитиса. Изразито повишени триглицериди у ЛМ могу предиспонирати пацијенте да развију потенцијалне очне компликације, укључујући губитак вида узрокован унутрашњом исхемијом или оклузијом вене мрежњаче. 

## Примарна превенција
Смањење и контрола нивоа триглицерида у серуму ће спречити развој ЛМ. Корекција нивоа липида може да преокрене абнормалне налазе у року од једне недеље. Строго придржавање дијете са ниским садржајем масти без додатка мајчиног млека може бити ефикасно у лечењу новорођенчади са тешком липемијом мрежњаче повезаном са веома високим нивоима триглицерида у серуму.